# Antonio Cacua Prada
Antonio Cacua Prada (* 11. Februar 1932 in San Andrés, Santander) ist ein kolumbianischer Historiker.

## Leben
Cacua Prada promovierte in Wirtschafts- und Rechtswissenschaften an der Universidad Javeriana, spezialisierte sich in Arbeitsrecht, Kommunikationswissenschaften sowie Internationalem Recht, und widmete sich danach der historischen Forschung.
Er war Mitgründer des kolumbianischen Colegio Nacional de Periodistas, Vorsitzender des Círculo de Periodistas de Bogotá, Präsident der Kolumbianischen Vereinigung wissenschaftlichen Journalismus und ist Präsident der Organización de Asociaciones de Periodistas Iberoamericanos. Diplomatisch war er in Costa Rica, der Dominikanischen Republik, in El Salvador und in Guatemala tätig.
1984 wurde er Präsident der Academia de Historia de Santander.
Er ist Präsident der Academia Patriótica Antonio Nariño und des Instituto Sanmartiniano Kolumbiens.